# Ermita de Nuestra Señora de Regla (Santa Cruz de Tenerife)
La ermita de Nuestra Señora de Regla, popularmente conocida como ermita de La Regla o ermita de Regla, es una ermita localizada en el barrio de Los Llanos en la zona de Cabo-LLanos de la ciudad de Santa Cruz de Tenerife (Canarias, España).

## Historia
Fue construida por el Cabildo de Tenerife a finales del siglo XVII y sirvió durante muchos años como capilla a la guarnición del castillo de San Juan que se encuentra en las inmediaciones. El templo es el último vestigio del desaparecido barrio de Los Llanos, siendo la Virgen de Regla patrona de los Llanos y patrona de Protección Civil de Santa Cruz de Tenerife. La talla, de color moreno, es una imagen de candelero para vestir. Debido al color de su piel es popularmente conocida con el apodo de "La Morenita Santacrucera".
Con el paso del tiempo la ermita se fue deteriorando hasta tal punto, que fue necesario cerrarla al público por motivos de seguridad. La imagen de Nuestra Señora de Regla tuvo que ser trasladada provisionalmente a la vecina ermita de San Telmo debido a las malas condiciones de la ermita de Regla. Sin embargo en 2011 la Agrupación de Voluntarios de Protección Civil del Ayuntamiento de Santa Cruz de Tenerife procedieron a la restauración de la emblemática ermita y al retorno de la venerada imagen de Regla a su templo.
Además de la imagen de la Virgen (de origen americano del siglo XVII), en el interior del templo también se veneran las imágenes de San Lázaro, San Roque y San Francisco de Asís, todas ellas del siglo XVIII.
En la actualidad todos los días 8 de cada mes se realizan eucaristías especiales en honor a la Santísima Virgen de Regla, igualmente la ermita permanece abierta todos los domingos del año por la mañana.

## Fiestas
Cada 8 de septiembre se celebran las Fiestas de Nuestra Señora la Virgen de Regla, en la que destacan la misa en la explanada de la ermita, y la posterior procesión y ofrenda a la imagen. Las Fiestas de Regla es una de las más multitudinarias de la capital tinerfeña.
La ofrenda a la imagen consiste en la entrega de flores y frutas. A esta celebración acuden diferentes autoridades políticas como el alcalde de la ciudad de Santa Cruz de Tenerife y el presidente del Cabildo de Tenerife, entre otras personalidades de la capital. Los agentes de Protección Civil desplazados desde distintos municipios, también están presentes honrando a su patrona. La Virgen morena procesiona hasta el Mercado de Nuestra Señora de África donde recibe otro homenaje con ofrendas, tras lo cual, regresa de nuevo a su templo hasta el próximo año.

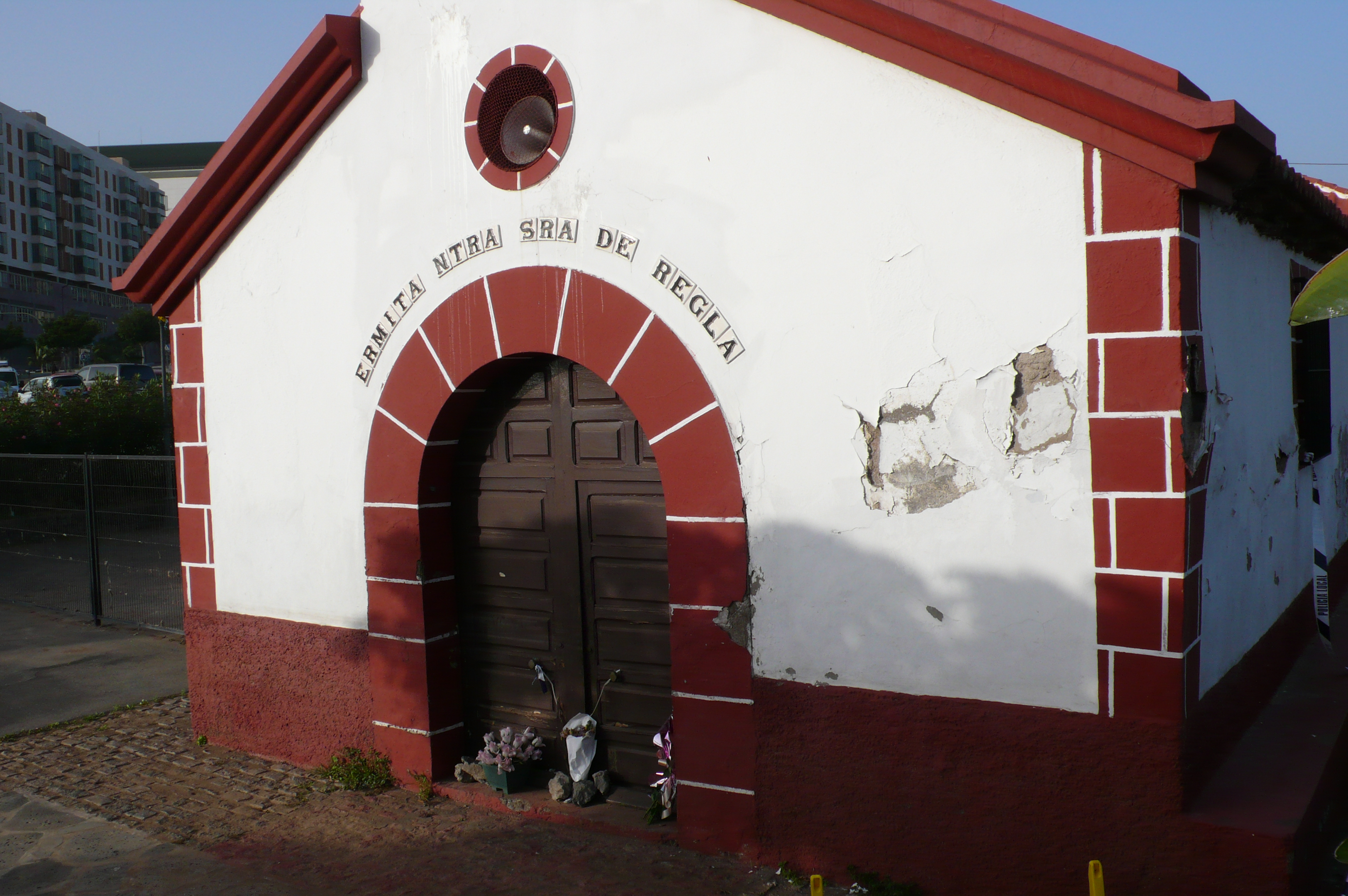
Fachada de la ermita de Regla.
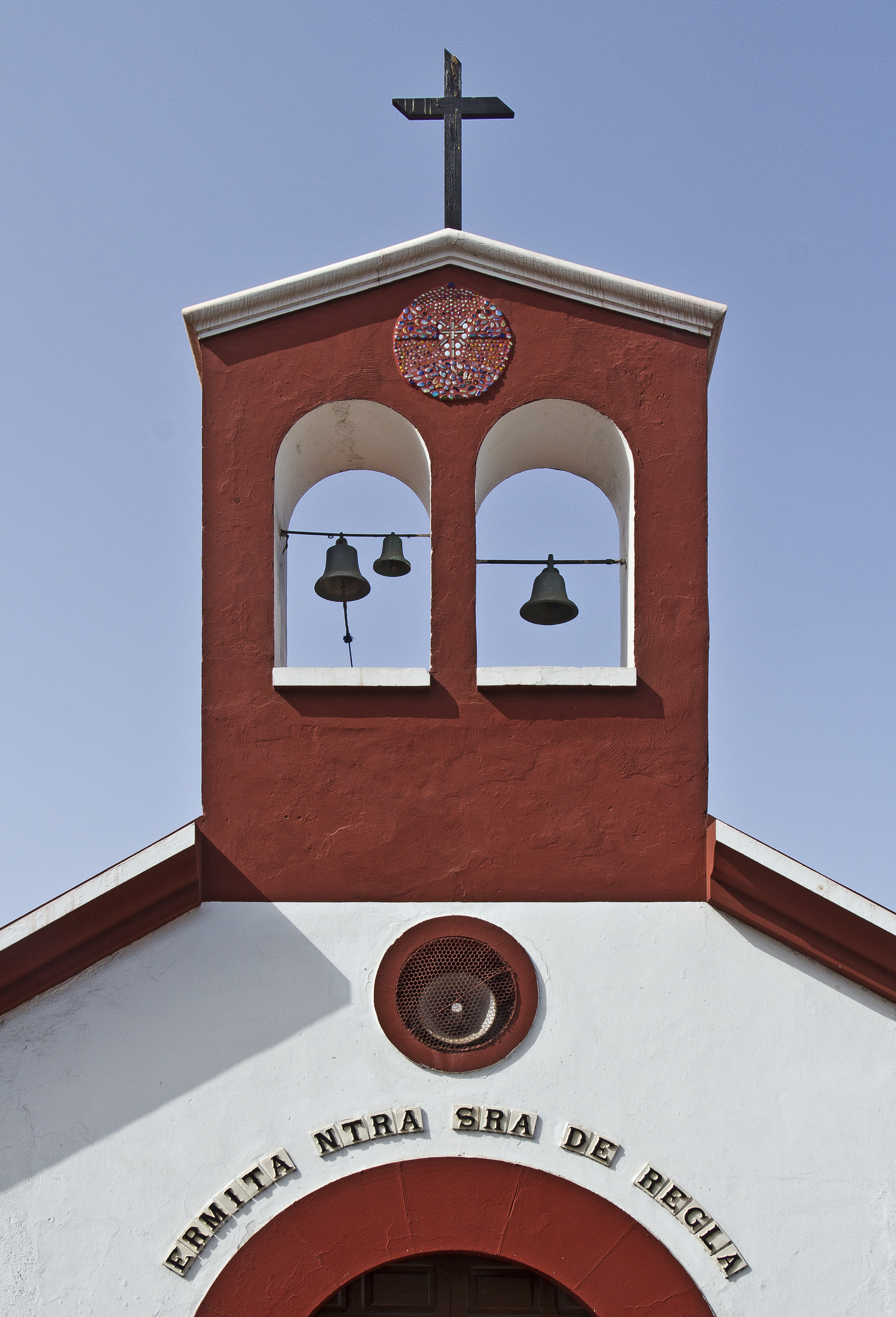
Campanario de la ermita.
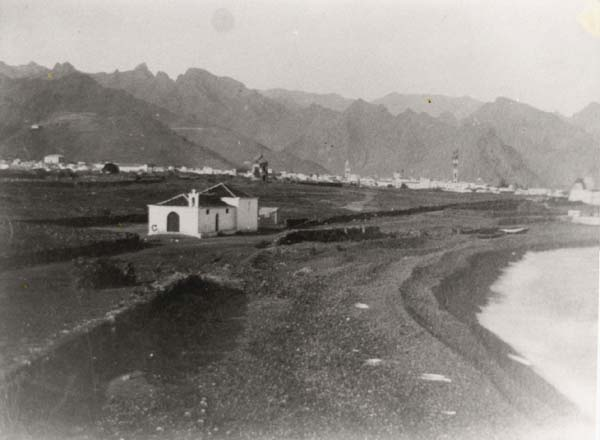
La ermita en 1888.
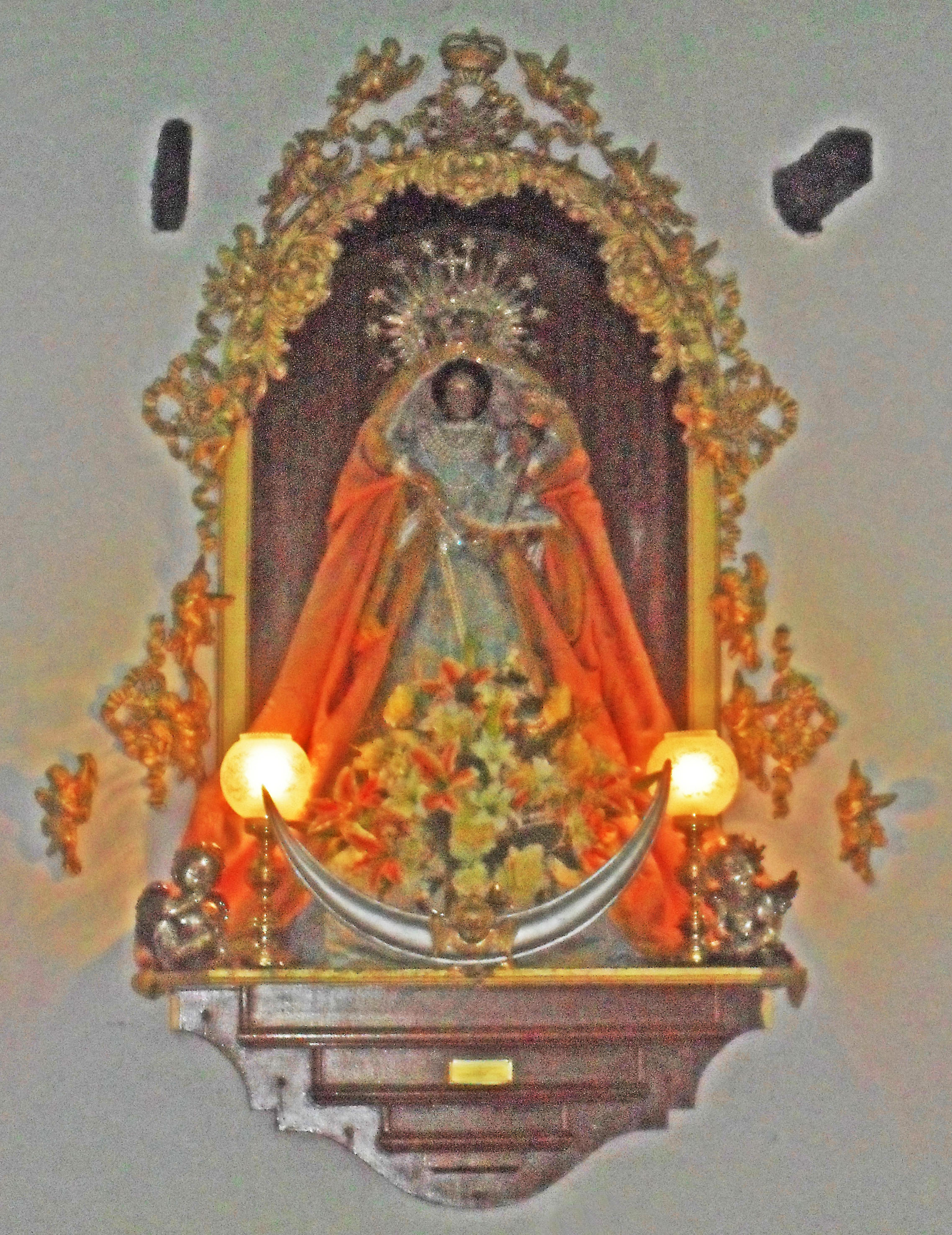
Imagen de Nuestra Señora la Virgen de Regla.